# Момо
Момо (італ. Momo) — муніципалітет в Італії, у регіоні П'ємонт,  провінція Новара.
Момо розташоване на відстані близько 520 км на північний захід від Рима, 90 км на північний схід від Турина, 16 км на північ від Новари.

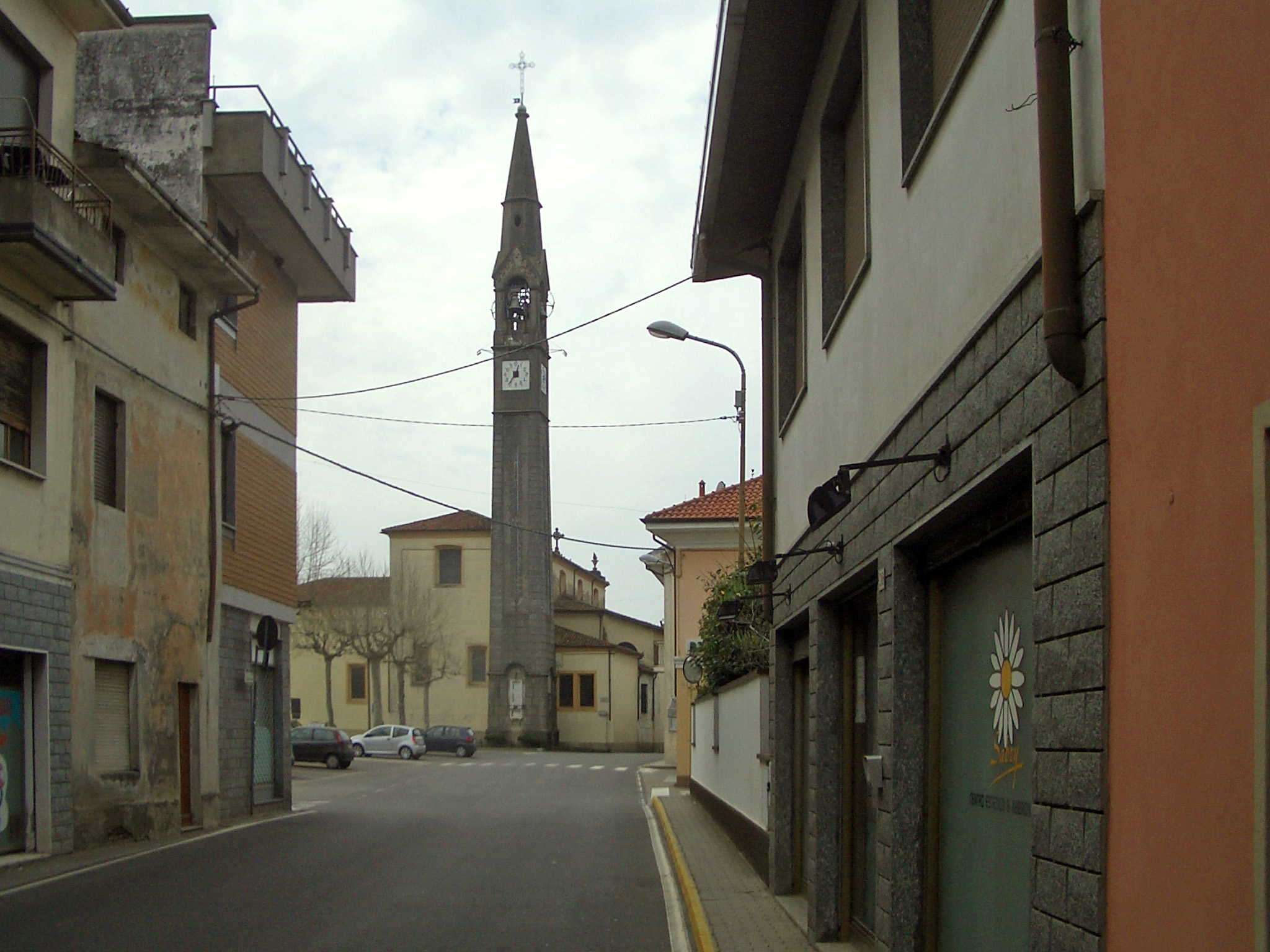

Населення — 2598 осіб (2014).

## Демографія
Населення за роками:

Станом на 1 січня 2023 року в муніципалітеті офіційно проживали 154 іноземці з 20 країн, серед них 18 громадян країн Євросоюзу та 29 громадян України.

## Сусідні муніципалітети
- Баренго
- Беллінцаго-Новарезе
- Бріона
- Кальтіньяга
- Оледжо
- Вапріо-д'Агонья